# Estrie

Estries läge i provinsen Québec.

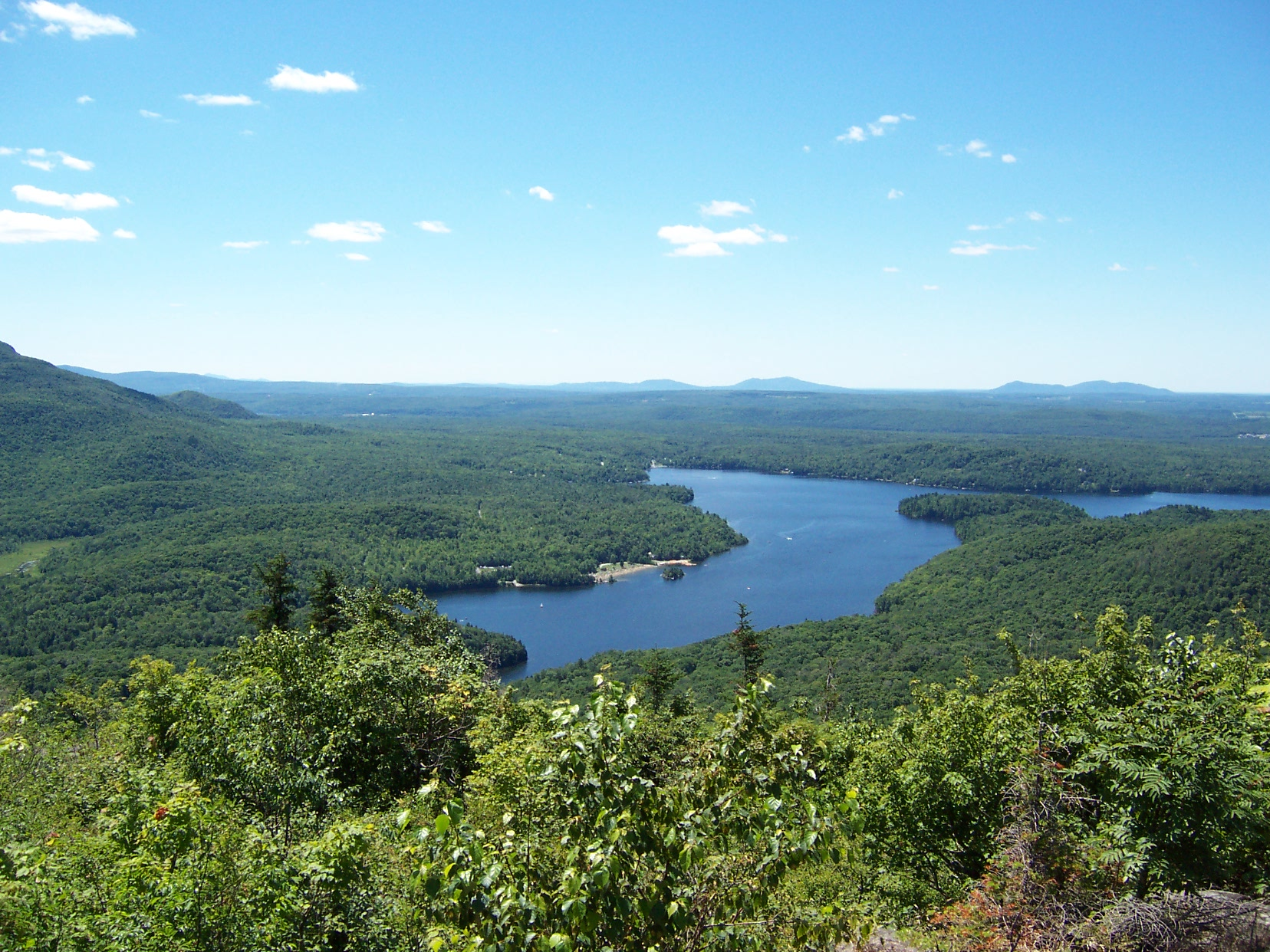
En sjö i Estrie.

Estrie (på franska även Cantons-de-l'Est, på engelska även Eastern Townships) är en administrativ region i Québec. Den täcker en yta av 12 484 km² och uppskattades ha 506 199 invånare 2023, vilket ger en befolkningstäthet på 40,5 inv./km². Regionen ligger i södra delen av provinsen, med USA (Vermont, New Hampshire och Maine) i söder och öster, Montérégie i väster samt Chaudière-Appalaches och Centre-du-Québec i norr. Regionen är indelad i åtta sekundärkommuner (municipalités régionales de comté, Sherbrooke står utanför sekundärkommunindelningen). Regionen är ett populärt sommarresmål för semesterfirande Montréalbor, och har också flera skidanläggningar, bland annat Mont Orford.

## Historia
Områdets första invånare var abenakifolket, vilket märks i många ort-, sjö- och flodnamn. De allierade sig med Frankrike under sjuårskriget mot Storbritannien men förlorade, vilket ledde till att området övergick från fransk (Nya Frankrike) till brittisk överhöghet.
Det historiska Eastern Townships, som omfattade ett större område än dagens administrativa region, koloniserades av lojalister först efter det amerikanska frihetskriget, som en buffertzon mellan den befintliga bebyggelsen längs Saint Lawrencefloden och USA. Ett mindre område hade dock koloniserats redan under kriget. Eftersom området koloniserades så sent delades det in i townships (översatt till franska som cantons), snarare än i seigneureries enligt det franska systemet i Saint Lawrence-dalen. Området fick sitt namn av att dessa townships låg öster om de områden i nuvarande Ontario som också befolkades av lojalister. Många av de nyinflyttade hade inte starka ideologiska skäl, utan var främst intresserade av landägande.
Senare skedde också invandring från Brittiska öarna, bland annat gaelisktalande skottar. Engelska var majoritetsspråk i området fram till 1870-talet. Även om området idag domineras av fransktalande (cirka 90 %) finns spår av det engelska inflytandet i form av äldre byggnader och ortnamn.

## Sekundärkommuner (municipalités régionales de comté)
La Haute-Yamaska och Brome-Missisquoi överfördes från Montérégie 2021 efter att redan tidigare ha räknats till Estrie i turistsammanhang.
- Brome-Missisquoi (centralort Cowansville)
- Coaticook (centralort Coaticook)
- La Haute-Yamaska (centralort Granby)
- Le Granit (centralort Lac-Mégantic)
- Le Haut-Saint-François (centralort Cookshire-Eaton)
- Les Sources (centralort Val-des-Sources)
- Le Val-Saint-François (centralort Richmond)
- Memphrémagog (centralort Magog)
- Sherbrooke (stad med sekundärkommunala befogenheter)

## Artikelursprung
Den här artikeln är helt eller delvis baserad på material från franskspråkiga Wikipedia.
Den här artikeln är helt eller delvis baserad på material från engelskspråkiga Wikipedia.